# Saint-Oyen (Italia)
Saint-Oyen (pron. fr. AFI: [sɛ̃t‿wajɛ̃] ) è un comune italiano di 190 abitanti nella Valle del Gran San Bernardo, valle laterale della Valle d'Aosta.
Da Saint-Oyen Stendhal fa passare il protagonista della Vie de Henri Brulard.

## Citazioni
(Stendhal, Vie de Henri Brulard)

## Geografia fisica

### Territorio
- Classificazione sismica: zona 4 (sismicità molto bassa)[8]

## Storia

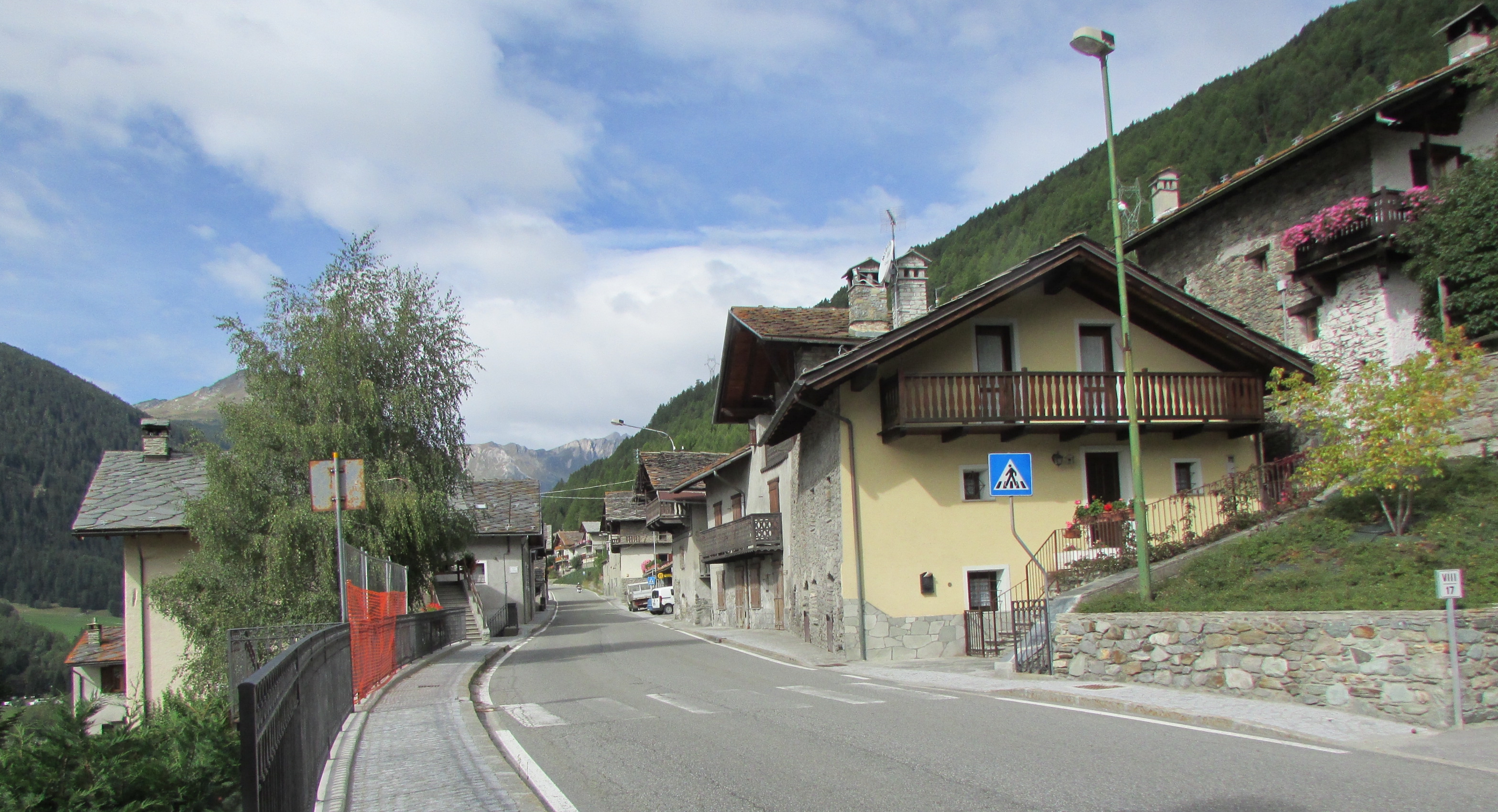
Lungo la via Francigena.

La prima attestazione storica del comune di Saint-Oyen risale al 1137, anno in cui il conte Amedeo III di Savoia donò alla prepositura del Gran San Bernardo tutte le terre del Castellum verdunense o Château Verdun, terre situate nel territorio di Saint-Oyen, che a quel tempo era ancora dipendente dalla parrocchia di Étroubles.
Nel 1584, il duca Carlo Emanuele I di Savoia costituì la Baronia di Gignod, che comprendeva oltre a Saint-Oyen anche i paesi di Étroubles, Saint-Rhémy-en-Bosses, una parte di Allein ed i quartieri oggi aostani di Saint-Étienne e Saint-Martin-de-Corléans.
Strategicamente posizionato, Saint-Oyen è da sempre luogo di transito per i viaggiatori che passano dal Colle del Gran San Bernardo e che qui trovano ospitalità al Château Verdun, che svolse nei secoli inoltre la funzione di grange per fornire alimenti all'ospizio del Gran San Bernardo. Saint-Oyen è attraversato dalla via Francigena, da qui parte La seconda tappa del cammino in territorio italiano, da Saint-Oyen ad Aosta, che è indicata dalla segnaletica gialla "TAM" ("Tour Aosta-Martigny"). In direzione opposta, i marronniers, antesignani delle guide alpine, si rendevano disponibili per accompagnare i pellegrini.
Durante il periodo fascista, dal 1939 al 1946, la sua denominazione fu italianizzata in Sant'Eugendo.

### Simboli
Lo stemma del comune e il gonfalone sono stati concessi con decreto del presidente della Repubblica dell'11 marzo 1991.
La banda simboleggia il tracciato della via Francigena che attraversa il borgo; nella parte superiore dello stemma è raffigurato sant'Eugendo (Saint Oyen), patrono del comune, da cui deriva il toponimo; nella parte inferiore è raffigurato il Château-Verdun.
Gli smalti azzurro e argento sono quelli della prevostura di Mont-Joux, proprietaria del castello, dalla quale dipendeva la chiesa parrocchiale nel Medioevo.
Il capo con la croce sabauda d'argento in campo rosso ricorda che il territorio di Saint-Oyen fu sottoposto ai conti, poi duchi di Savoia.
Il gonfalone è un drappo partito di rosso e di bianco

## Monumenti e luoghi d'interesse

### Architetture religiose
Tra le architetture religiose è da vedere la chiesa parrocchiale di Sant'Eugendo, del XII secolo, a lungo gestita dai canonici del Gran San Bernardo. Fondata verosimilmente nel XII secolo, la parrocchia fu poi ricostruita nel 1820. La chiesa conserva un prezioso reliquiario in argento, parzialmente dorato e arricchito di cristalli incastonati, che risale al XVII secolo.

### Architetture militari
Nel comune la costruzione più nota è Château-Verdun, un'antica casaforte  che fungeva da stazione di posta e luogo ospitale tra Aosta ed il colle del Gran San Bernardo.
Sopra il villaggio di Éternod con una facile escursione si arriva a Plan Puitz, dono ancora oggi visitabili le batterie di Plan Puitz (2090 m s.l.m.), postazioni e gallerie che facevano parte della Linea Cadorna

### Architetture civili
Altri siti di interesse sono la Casa di Jean-Antoine Pellissier, un religioso del XVIII secolo nato nel paese e morto a Napoli, oltre all'antica segheria del villaggio Prenoud ed il parco Le gîte des chevreuils (dal francese, la casetta dei caprioli).

### Aree naturali
Degno di nota il maggiociondolo secolare di Château Verdun.

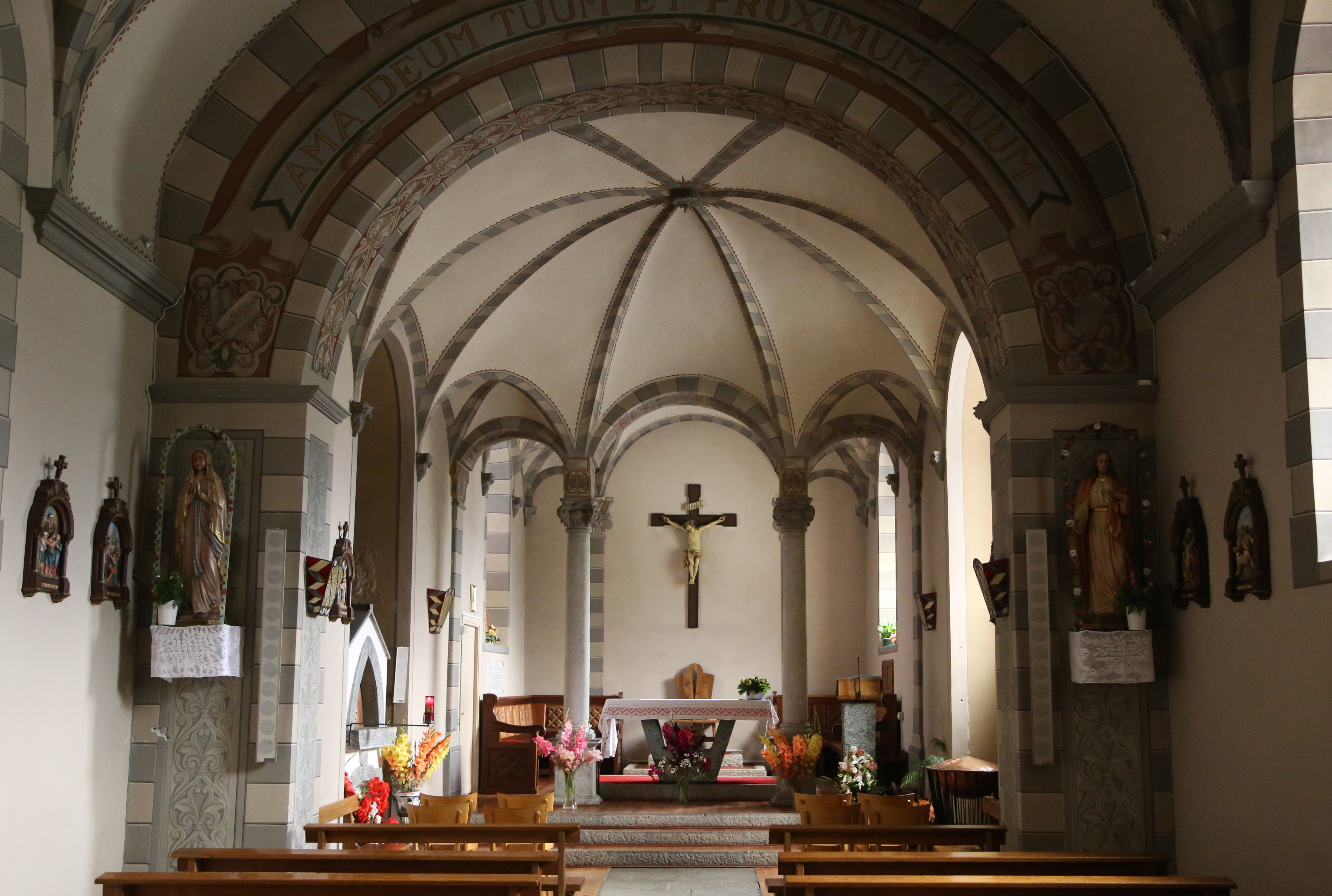
Chiesa parrocchiale di Sant'Eugendo.
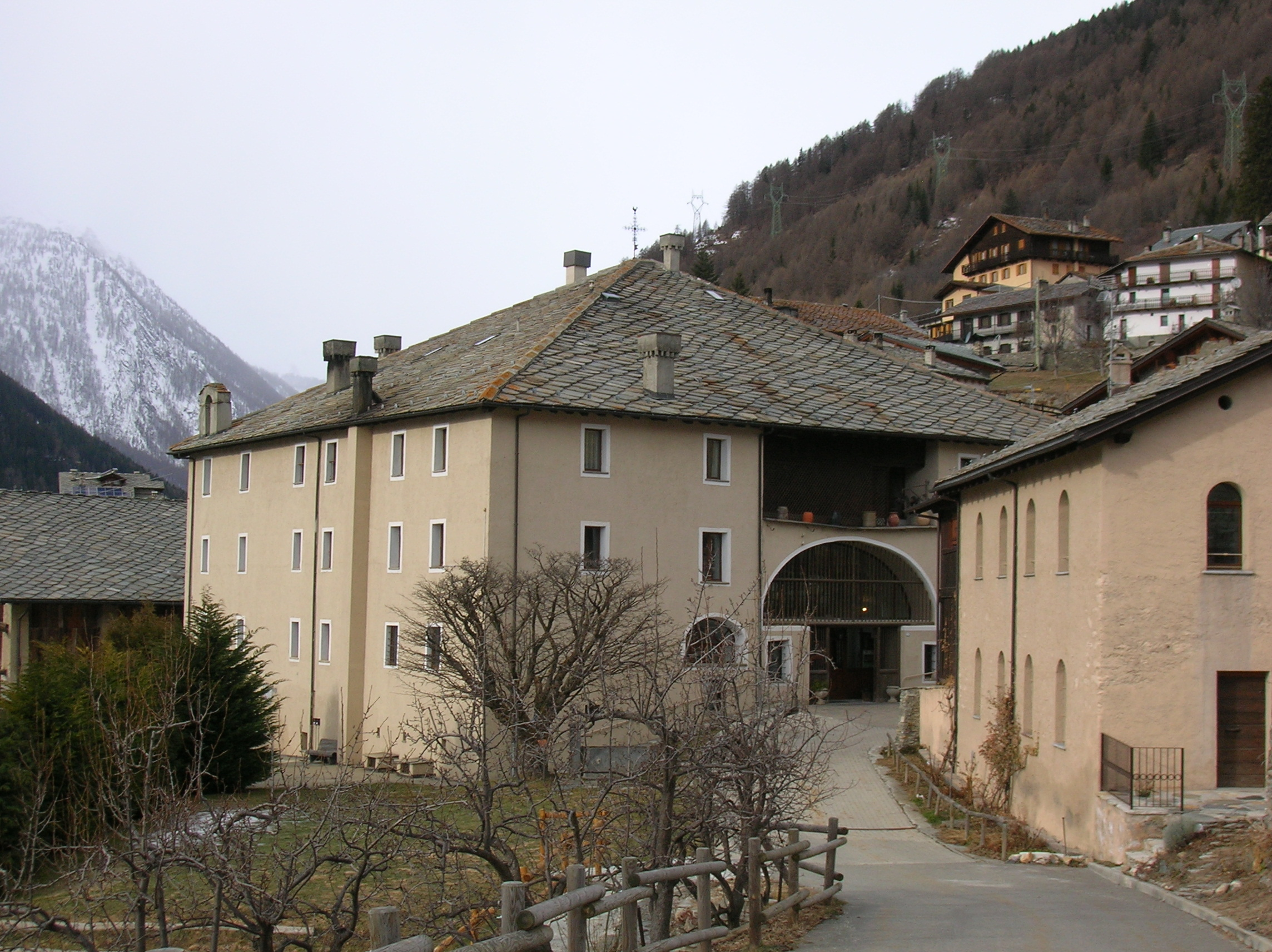
Château-Verdun.

## Società

### Evoluzione demografica
Abitanti censiti

### Lingue e dialetti
Come nel resto della regione, anche in questo comune è diffuso il patois valdostano.

## Cultura

### Biblioteca
La biblioteca comunale "Jean-Oyen Mellé" ha sede in rue du Grand-Saint-Bernard 64; al suo interno è esposto il prezioso Erbario storico di Saint-Oyen, ottocentesco e ben conservato, realizzato dai canonici del Gran San Bernardo - tra cui i padri Delasoie e Besse - ritrovato nel 1992 a seguito del restauro del Château-Verdun. È costituito da una collezione di specie botaniche alpine, piante aromatiche ed erbe che nel passato avevano un diffuso utilizzo nell'alimentazione.

### Cucina
- Il Prosciutto alla brace di Saint-Oyen (o Jambon à la braise de Saint-Oyen) è uno dei prodotti agroalimentari tradizionali valdostani (PAT) e dal 2008 è candidato per il marchio IGP.

### Eventi
Ogni anno il primo weekend di agosto ha luogo la Sagra del Jambon à la braise, in cui si assapora la specialità locale, il Jambon à la braise de Saint-Oyen, un prosciutto cotto rosolato lentamente allo spiedo su dei braceri e quindi affumicato e profumato con erbe aromatiche.

#### Carnevale dellaCombe Froide
A carnevale, è di grande interesse la sfilata delle Landzette, le maschere tradizionali della Combe Froide. Queste sono ispirate alla divisa delle truppe napoleoniche, che seminarono il terrore al loro passaggio nel maggio del 1800. Per esorcizzare questo evento, la popolazione della Combe Froide, la zona della Valpelline e della Valle del Gran San Bernardo, ha elaborato nei secoli una coloratissima parodia delle divise militari dell'epoca, e il giorno del carnevale percorrono tutti i comuni delle due vallate in maniera estremamente chiassosa e festosa.

## Economia

### Artigianato
Per quanto riguarda l'artigianato, importante è la lavorazione del legno finalizzata alla realizzazione di vari oggetti, tra i quali scatole e armadietti.

## Amministrazione
Fa parte dell'Unité des Communes valdôtaines Grand-Combin.

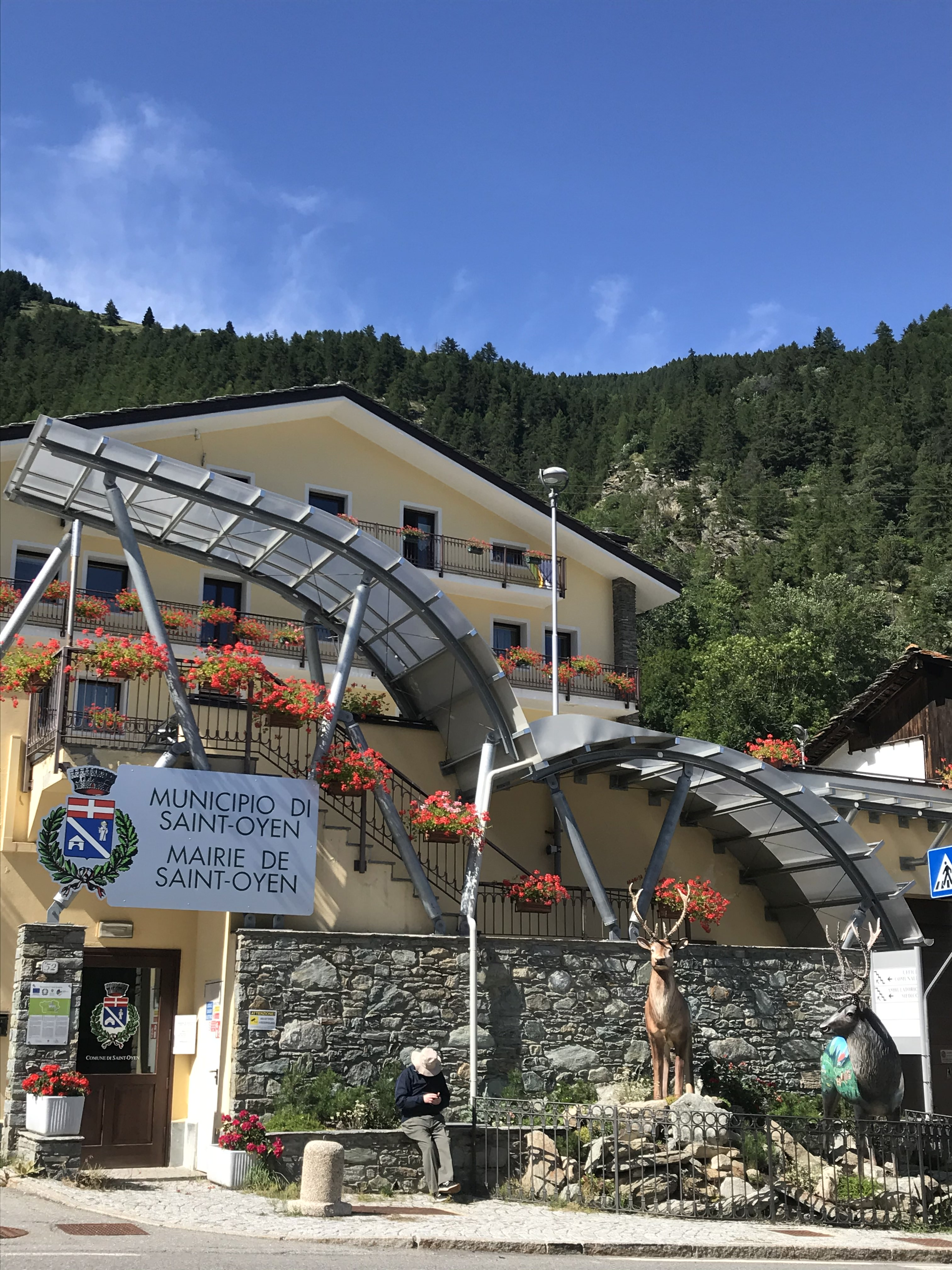
Il Municipio.

Di seguito è presentata una tabella relativa alle amministrazioni che si sono succedute in questo comune.
| Periodo          | Periodo          | Primo cittadino  | Partito      | Carica  | Note   |
| ---------------- | ---------------- | ---------------- | ------------ | ------- | ------ |
| 14 giugno 1985   | 18 maggio 1990   | Ivo Collé        | -            | Sindaco | [ 22 ] |
| 18 maggio 1990   | 9 luglio 1993    | Ivo Collé        | -            | Sindaco | [ 22 ] |
| 9 luglio 1993    | 29 maggio 1995   | Mario Deffeyes   | -            | Sindaco | [ 22 ] |
| 29 maggio 1995   | 8 maggio 2000    | Mario Deffeyes   | -            | Sindaco | [ 22 ] |
| 8 maggio 2000    | 9 maggio 2005    | Mario Deffeyes   | lista civica | Sindaco | [ 22 ] |
| 9 maggio 2005    | 24 maggio 2010   | Giampiero Collé  | lista civica | Sindaco | [ 22 ] |
| 24 maggio 2010   | 10 maggio 2015   | Natalino Proment | lista civica | Sindaco | [ 22 ] |
| 29 maggio 2015   | 12 novembre 2022 | Natalino Proment | lista civica | Sindaco | [ 22 ] |
| 13 novembre 2022 | in carica        | Alessio Désandré | lista civica | Sindaco | [ 22 ] |

### Gemellaggi
- Saint-Oyen, dal 1986;
- Saint-Oyens, dal 1968;
- Montbellet, per la frazione di Saint-Oyen, dal 2002.

## Sport
In questo comune si gioca a fiolet, caratteristico sport tradizionale valdostano.